# Ecliptopera silaceata
Ecliptopera silaceata là một loài bướm đêm thuộc họ Geometridae. Loài này được tìm thấy ở châu Âu.
Sải cánh dài 23–27 mm. Chiều dài cánh trước là 13–17 mm. Con trưởng thành bay làm hai đợt từ tháng 5 đến tháng 7 và từ tháng 8 đến tháng 9. .
The larvae feed mainly on willowherbs.

## Hình ảnh

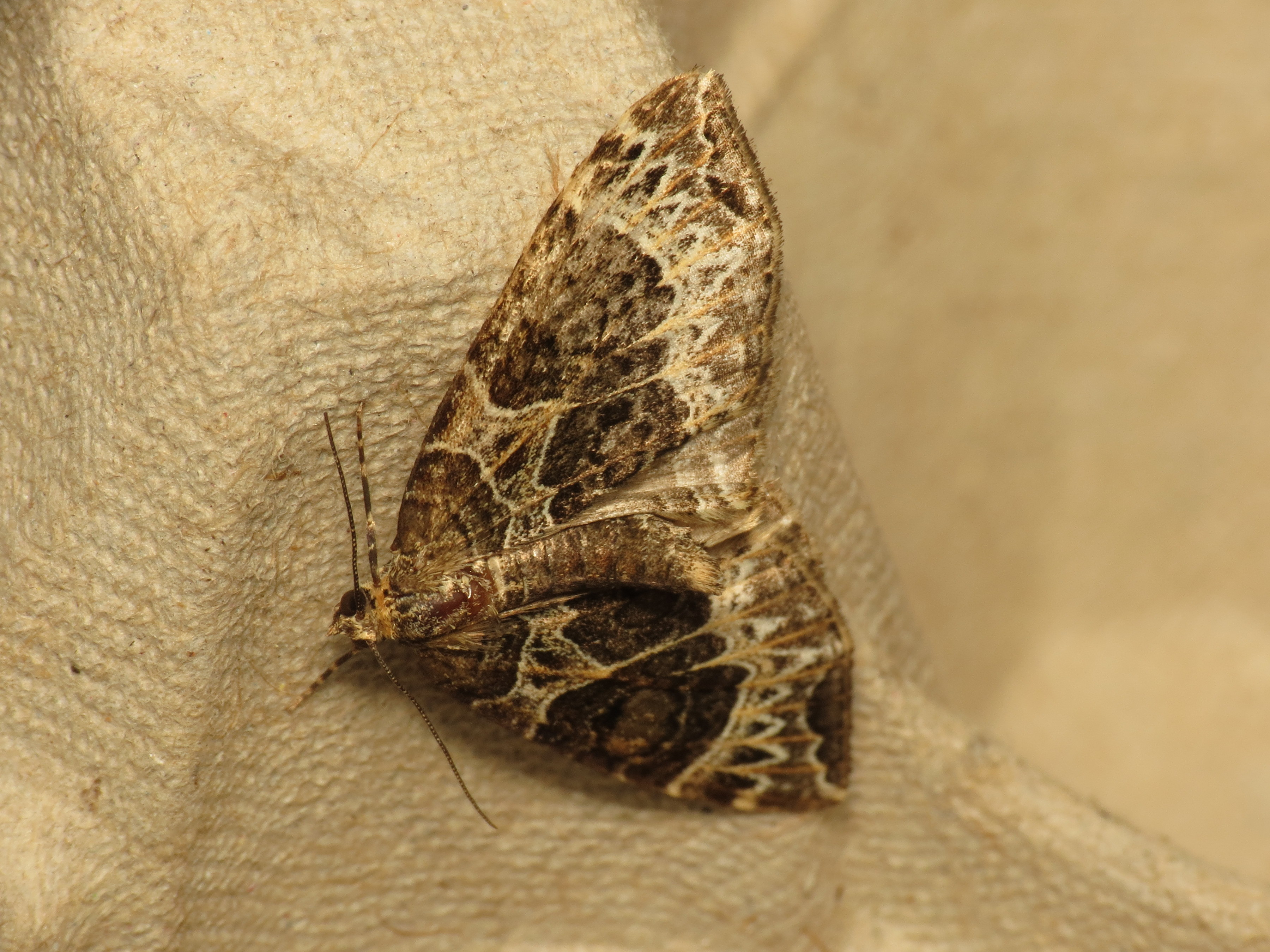
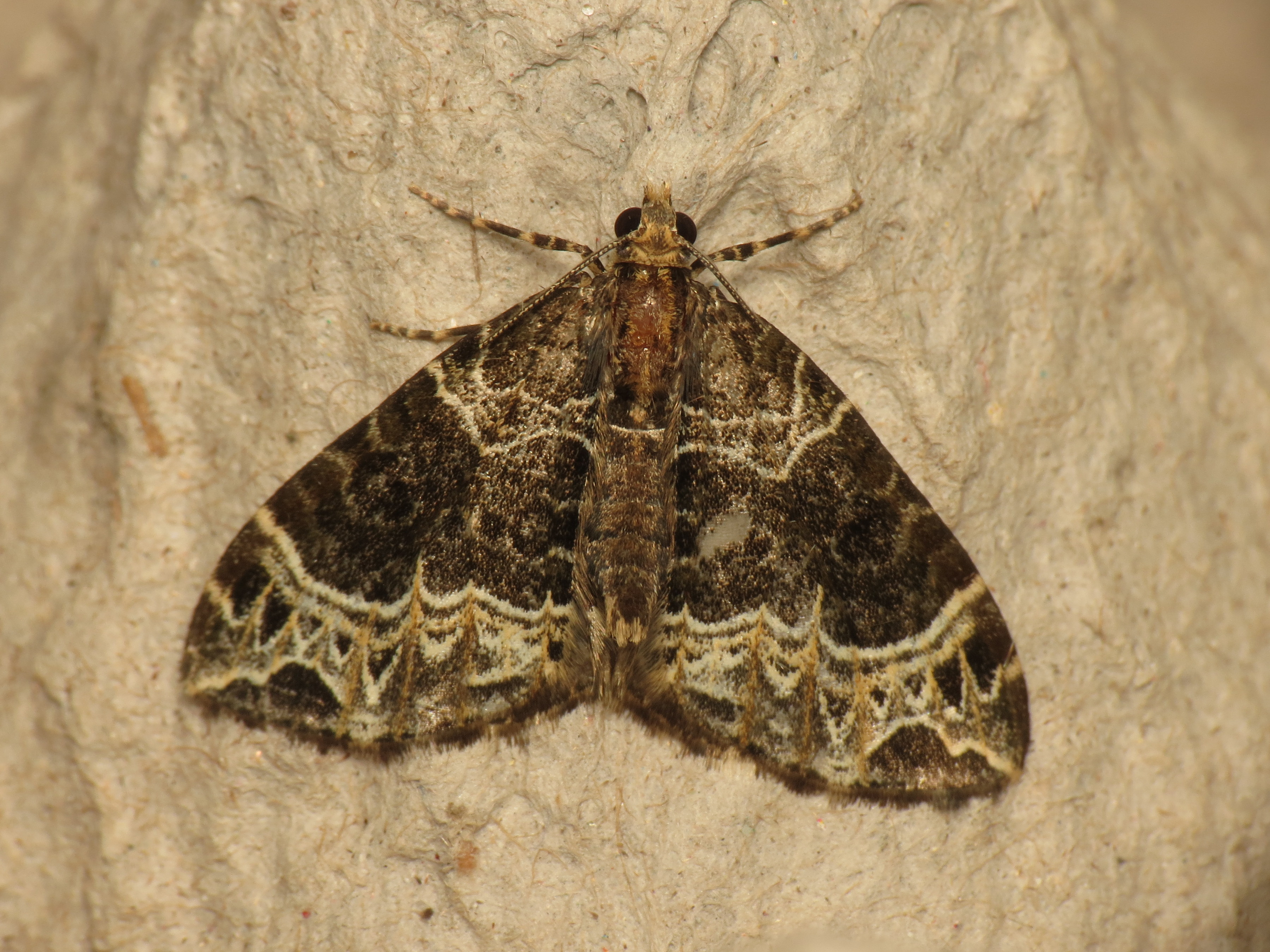
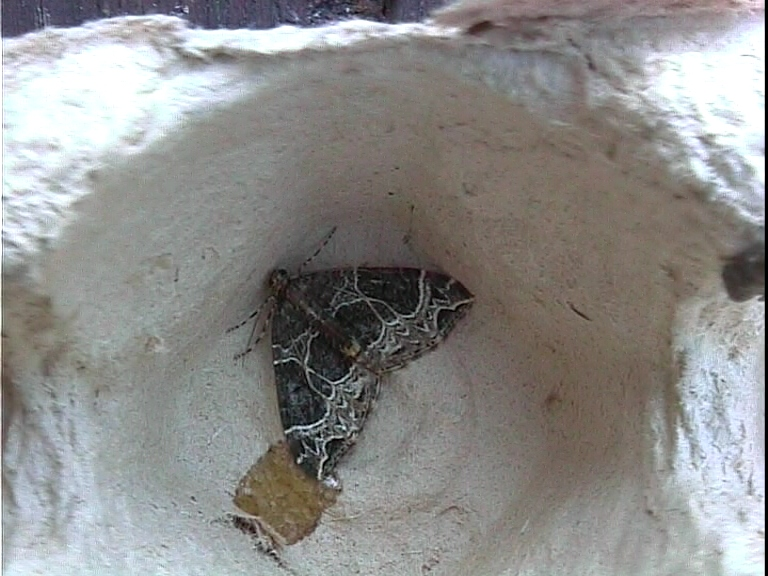
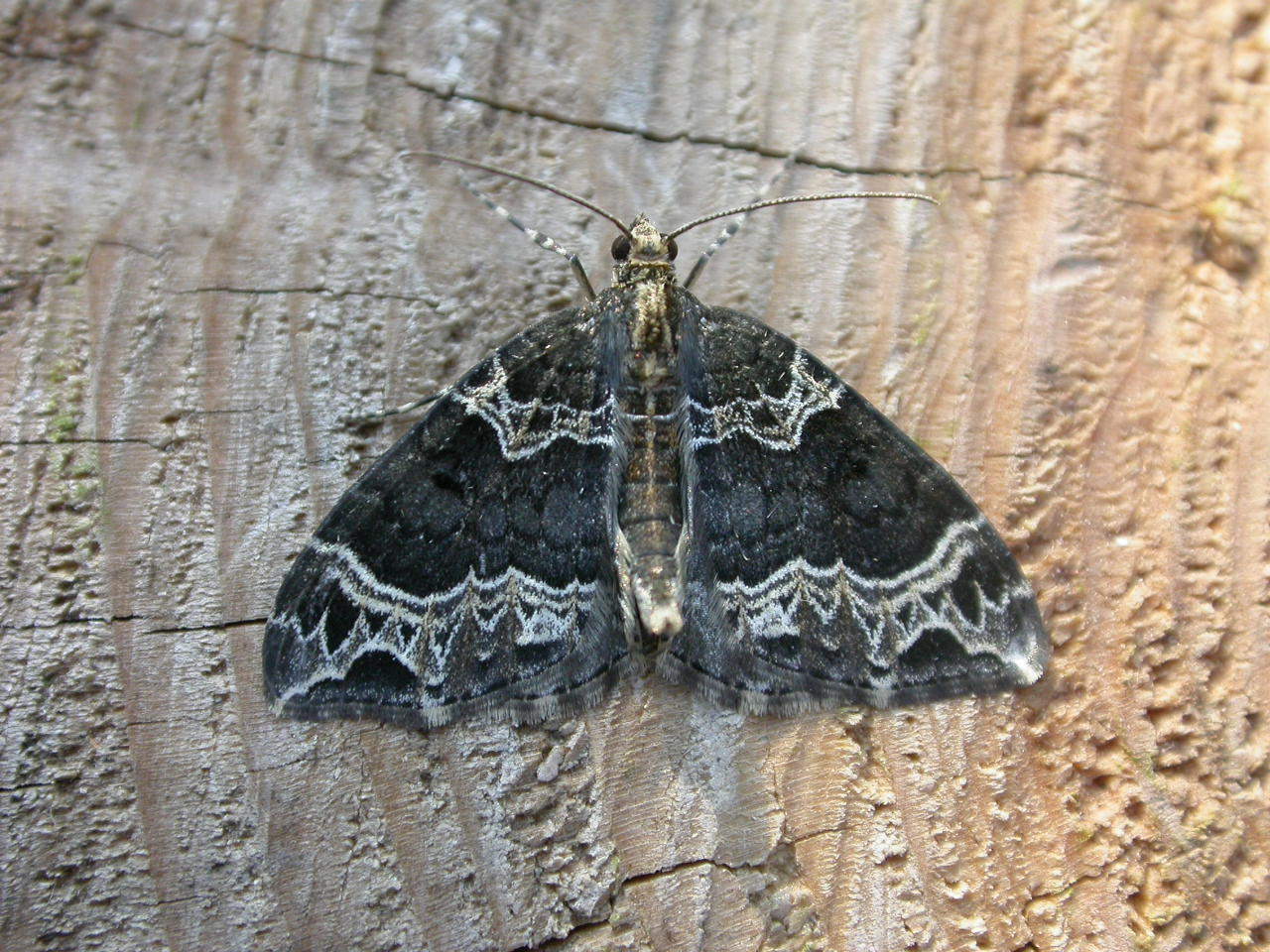